# Квон Гён Вон
Квон Гён Вон (кор. 권경원; род. 31 января 1992, Сеул) — южнокорейский футболист, защитник эмиратского клуба «Хаур-Факкан» и национальной сборной Южной Кореи.

## Клубная карьера
Родился 31 января 1992 года в городе Сеул. Занимался футболом в Университете Донг-а. Перед началом сезона 2013/14 годов присоединился к команде «Чонбук Хёнде Моторс», в которой провёл два сезона, приняв участие в 25 матчах чемпионата.
В феврале 2015 года перешёл в эмиратский клуб «Шабаб Аль-Ахли» (Дубай). С командой кореец стал чемпионом ОАЭ и обладателем Кубка лиги ОАЭ, а также дважды выиграл Суперкубок ОАЭ.
Своей игрой привлёк внимание представителей тренерского штаба китайского клуба «Тяньцзинь Тяньхай», к составу которого присоединился в январе 2017 года, подписав пятилетний контракт. Отыграл за команду из Тяньцзиня следующие два с половиной года своей игровой карьеры. Большинство времени, проведённого в составе китайского клуба был основным игроком защиты команды. В 2019 и 2020 годах на правах аренды играл за южнокорейские клубы «Чонбук Хенде Моторс» и «Кимчхон Санму», став с первым клубом чемпионом Южной Кореи в 2019 году.
В середине 2021 года стал игроком клуба «Соннам», в котором провёл полгода, после чего в начале 2022 года подписал контракт с японским клубом «Гамба Осака».

## Выступления за сборные
В течение 2013—2014 годов привлекался к составу молодёжной сборной Южной Кореи. На молодёжном уровне сыграл в 4 официальных матчах.
7 октября 2017 года дебютировал в официальных матчах в составе национальной сборной Южной Кореи в товарищеской игре против сборной России (2:4), отличился в матче забитым мячом.
В мае 2018 года он был включён в предварительный список из 28 игроков на чемпионат мира 2018 года в России, однако не попал в финальный список из 23 футболистов. В следующем году Квон попал в заявку команды на Кубок Азии 2019 года в ОАЭ, дойдя с командой до четвертьфинала турнира. Также со сборной защитник становился победителем Кубка Восточной Азии дважды подряд в 2017 и 2019 годах, а также серебряным призёром турнира в 2022 году.
12 ноября 2022 года попал в заявку на чемпионат мира 2022 года в Катаре.

## Титулы и достижения
- Чемпион ОАЭ (1):

«Шабаб Аль-Ахли» (Дубай): 2015/16
- Обладатель Кубка Лиги ОАЭ (1):

«Шабаб Аль-Ахли» (Дубай): 2016/17
- Обладатель Суперкубка ОАЭ (1):

«Шабаб Аль-Ахли» (Дубай): 2014, 2016
- Чемпион Южной Кореи (1):

«Чонбук Хёнде Моторс»: 2019